# Habb Nimra
Habb Nimra (arab. حب نمرة) – miejscowość w Syrii, w muhafazie Hims. W 2004 roku liczyła 2110 mieszkańców.